# Dave Eggers
Dave Eggers   (Boston, 12 de març de 1970) és un escriptor i editor estatunidenc.Eggers va ser un dels tres guardonats en els Premis TED el 2008.

## Vida privada
Eggers va néixer a Boston, Massachusetts, va créixer al suburbà Lake Forest (on va ser company de secundària de l'actor Vince Vaughn), i va anar a la Universitat d'Illinois a Urbana - Champaign. Viu a San Francisco i està casat amb l'escriptora Vendela Vida. A l'octubre de 2005, Vendela va donar a llum a la seva filla, October Adelaide Eggers Vida.
El seu germà Bill és un investigador que ha treballat per a diversos think tanks, realitzant investigacions en privatització. La seva germana, Beth, va declarar que el seu paper en l'educació del seu germà Toph havia estat bastament subestimat i que s'havia fet ús dels seus diaris durant la redacció d'Una història commovedora, sorprenent i genial  (A Heartbreaking Work of Staggering Genius) sense compensar-la. L'1 de març de 2002, el New York Post va informar que Beth, que en aquell moment exercia d'advocada a Modesto, Califòrnia, s'havia suïcidat. Eggers va parlar breument sobre la mort de la seva germana durant una entrevista el 2002.

## Trajectòria literària
Eggers va començar a escriure com a editor a Salon.com  i va fundar la revista Might, mentre escrivia un còmic anomenat Smarter Feller (originalment Swell, després Smart Feller) per a SF Weekly. El seu primer llibre van ser unes memòries (amb elements ficticis), anomenat Una història commovedora, sorprenent i genial ( A Heartbreaking Work of Staggering Genius, 2000). Es centra en la lluita de l'autor per educar el seu germà menor a San Francisco després de la sobtada mort dels seus pares. El llibre es va convertir ràpidament en un best-seller i va ser finalista per al Premi Pulitzer en la categoria General No-Ficció.
Les memòries destaquen per la seva originalitat, idiosincràsia i per diversos elements estilístics i innovadors. A principis de 2001 es va publicar en format rústica econòmica amb una postdata llarga i apologètica titulada Mistakes We Knew We Were Making (Els errors que sabíem que estàvem cometent).
L'any 2002, Eggers va publicar la seva primera novel·la "You shall know our velocity", una història sobre l'intent frustrat de repartir diners a gent que s'ho mereixés mentre viatjava pel món a l'atzar. Una versió ampliada i revisada del llibre va ser publicada a Sacramento l'any 2003, sota el mateix títol. Des de llavors, ha publicat una col·lecció de contes curts "How we are hungry" i tres sèries relacionades amb temes polítics per Salon.com. Al mes de novembre de 2005 Eggers va publicar "Surviving Justice: America's Wrongfully Convicted and Exonerated", un llibre compilatori d'entrevistes amb exonerats a sentències de pena de mort. El llibre va ser compilat amb Lola Vollen, "una física especialitzada en les desgràcies després abusos a gran escala dels drets humans". El novel·lista Scott Torow va escriure la introducció de "Surviving Justice". La novel·la més recent d'Eggers, Què és el Què: l'autobiografia de Valentino Achak Deng (Randomhouse Mondadori 2008), va ser finalista el 2006 per al The National book Critics Circle Award for Fiction. Eggers és a més l'editor de "Best American Nonrequired Reading Series", una antologia anual de contes curts, assajos, reportatges, sàtira i còmics alternatius.

### McSweeney's
Eggers va fundar l'editorial independent McSweeney's, anomenada com el cognom de soltera de la seva mare. L'editorial publica des del 1998 una revista trimestral literària, Timothy McSweeney's Quarterly Concern, i una revista mensual, The Believer, estrenada el 2003 i editada per la seva esposa Vendela Vida. A partir de 2005 publica una revista DVD trimestral titulada Wholphin.
Abans de la Copa del Món de Futbol de 2006, Eggers va escriure un assaig sobre la selecció de futbol dels Estats Units i el futbol als Estats Units per a The Thinking Fan's Guide to the World Cup, que conté assaigs sobre cada equip que competia en el torneig i que va ser publicat amb l'ajuda de la revista Granta. Segons The San Francisco Chronicle, Eggers va sonar com a possible candidat a ser el nou editor de The Paris Review abans de l'elecció de Lorin Stein.

## 826 National
El 2002 Eggers i l'educador Nínive Clements Calegari van fundar 826 Valencia, un centre sense ànim de lucre d'escriptura i tutoria per a nens de 6 a 18 a San Francisco. Des de llavors ha crescut a Los Angeles, Nova York, Seattle, Chicago, Ann Arbor, Washington DC i Boston, sota els auspicis de l'organització sense ànim de lucre 826 National. El 2006 es va involucrar en una sèrie d'actes de recaptació de fons, coneguts com la gira Revenge of the Book–Eaters, per donar suport a aquests programes. L'acte de Chicago, organitzat al teatre Park West, va oferir una actuació de Ben Gibbard, membre de Death Cab for Cutie. La gira va incloure altres artistes com Sufjan Stevens, Jon Stewart, Davy Rothbart i David Byrne. El setembre de 2007 la Fundació Heinz Family va atorgar-li el Premi Heinz d'Art i Humanitats, valorat en 250.000 dòlars i destinat a reconèixer els «èxits extraordinaris personals». D'acord amb els desitjos d'Eggers, els diners del premi es van donar 826 National i The Teacher Salary Project. L'abril de 2010, sota el paraigua de 826 National, Eggers va llançar ScholarMatch, una organització sense ànim de lucre que connecta als donants amb els estudiants perquè la universitat els sigui més assequible.

## Contribucions musicals
Eggers va dissenyar les caràtules dels àlbums Yelling at the Sun del grup de rock Paul Banks & The Carousels i Vheissu (2005) de Thrice. A més, se'l pot sentir parlant amb Spike Jonze a «The Horrible Fanfare/Landslide/Exoskeleton», la darrera cançó de l'àlbum The Information (2006), de Beck Hansen. Eggers va contribuir en la lletra de la cançó «The Ghost of Rita Gonzolo» de l'àlbum As Smart as We Are (2004) de One Ring Zero.

## Publicacions
No ficció

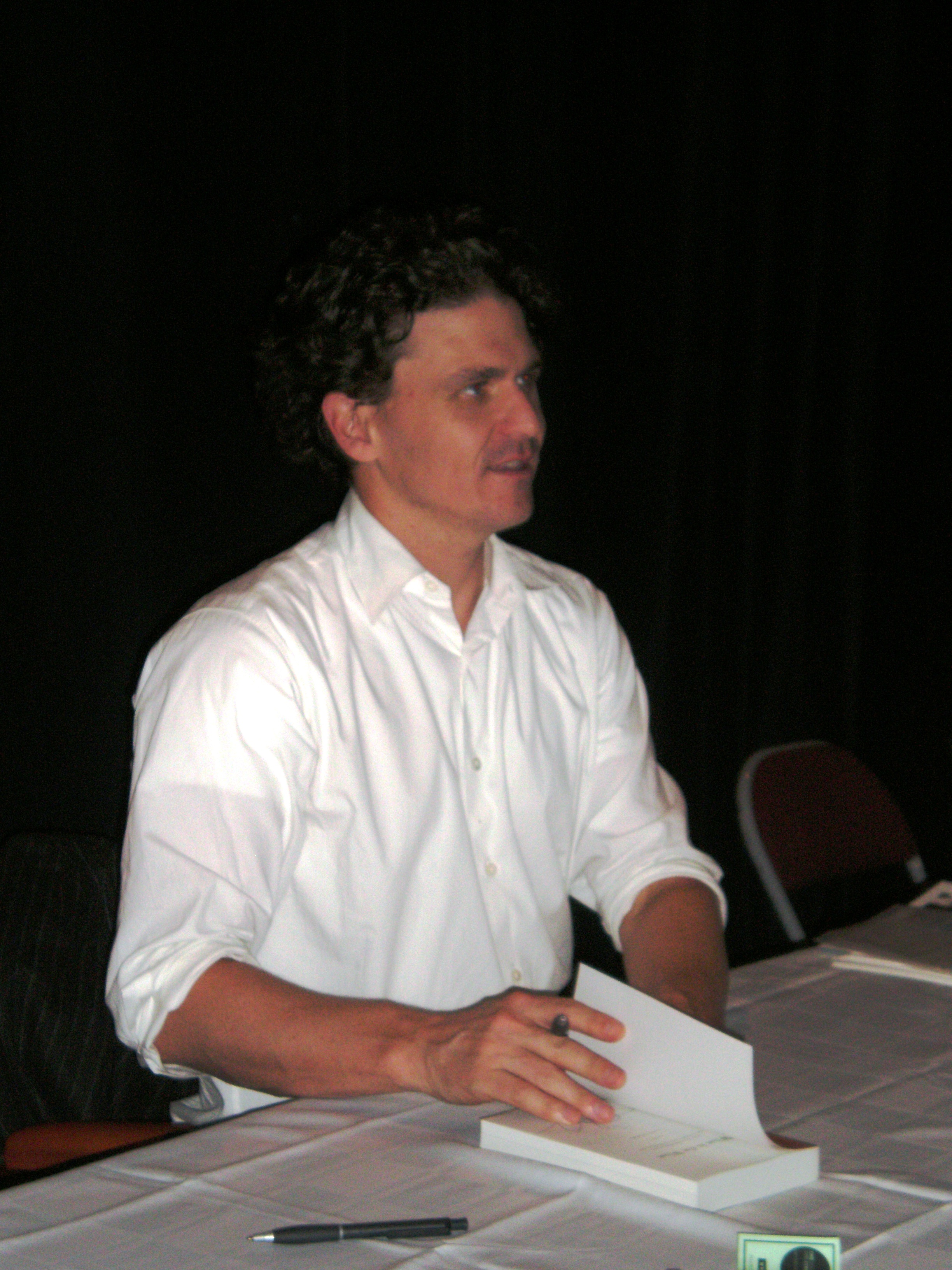
Eggers, l'octubre de 2008

- A Heartbreaking Work of Staggering Genius (2000)
- Teachers Have It Easy: The Big Sacrifices and Small Salaries of America's Teachers (amb Daniel Moulthrop i Nínive Clements Calegari) (2005)
- Surviving Justice: America's Wrongfully Convicted and Exonerated (amb Lola Vollen; i una introducció de Scott Turow) (2005)
- Zeitoun (2009)
- Visitants (2014)

Ficció
- You Shall Know Our Velocity (novel) (2002)
- Sacrament (versió expandida de You Shall Know Our Velocity) (2003)
- The Unforbidden is Compulsory; or, Optimism (novel·la) (2004)
- How We Are Hungry (històries curtes) (2004)
- Short Short Stories (històries curtes, part of de les Pocket Penguin series) (2005)
- What Is the What: The Autobiography of Valentino Achak Deng (novel) (2006)
- How the Water Feels to the Fishes (històries curtes; part de One Hundred and Forty-Five Stories in a Small Box) (2007)
- The Wild Things novel·la inspirada per Where the Wild Things Are (2009)
- Un holograma per al rei (Periscopi, 2012)[9][10]
- The Circle (2013) El Círculo[11] (2014)

Llibres d'humor
- Giraffes? Giraffes! (2003)
- Your Disgusting Head (2004)
- Animals of the Ocean, in Particular the Giant Squid (2006)
- Cold Fusion (2009)

Guions
- Away We Go, amb Vendela Vida (2009)
- Where the Wild Things Are, amb Spike Jonze (2009)
- Promised Land, guió de Matt Damon i John Krasinski, història de Dave Eggers (2012)[12][13]

Altres
- Jokes Told in Heaven About Babies (com a Lucy Thomas) (2003)
- Salon.com serials: "The Unforbidden Is Compulsory Or, Optimism", "The Fishmonger Returns", i "New Hampshire Is for Lovers" (2004)

Traduccions al català
- Una Història commovedora, sorprenent i genial Dave Eggers; Traducció Joan Solé. Barcelona: Columna, 2001.
- Què és el què Dave Eggers; Traducció Albert Torrescasana. Barcelona: Empúries, 2008.